# Gedragswetenschap
Gedragswetenschap is een verzamelnaam voor wetenschappelijke richtingen die het gedrag van de mens onderzoeken. In Vlaanderen is de term gedragswetenschappen vrijwel identiek aan sociale wetenschappen. In Nederland wordt de term gedragswetenschappen in beperktere zin gebruikt, als deel van de sociale wetenschappen.
Tot de gedragswetenschappen worden in Vlaanderen gerekend:
- Antropologie - de wetenschap die zich bezighoudt met de bestudering van het menselijk gedrag bij culturen van volken overal ter wereld, in al hun aspecten.
- Bestuurskunde - de wetenschappelijke discipline die zich bezighoudt met de inrichting en werkwijze van het openbaar bestuur.
- Bedrijfskunde - de wetenschap die zich bezighoudt met de wijze waarop een onderneming functioneert, zowel intern als extern.
- Communicatiewetenschap - de wetenschap die menselijke communicatie en de effecten daarvan op het gedrag onderzoekt
- Criminologie - de wetenschap die het (maatschappelijk) "afwijkend" gedrag bestudeert
- Economie - de wetenschap die zich bezighoudt met het "economisch gedrag" van de mens: de behoeftebevrediging met inzet van (schaarse) middelen.
- Politicologie - de wetenschap die zich bezighoudt met de studie van het tot stand komen, het voeren en de effecten van het overheidsbeleid.
- Pedagogiek - de wetenschap die zich bezighoudt met de bestudering van het veranderproces/leerproces binnen een (opvoedings)relatie.
- Psychologie - de wetenschappelijke studie van het gedrag (= bv. lopen, drinken...) en de psychische processen (= gedachten en gevoelens)
- Rechtsgeleerdheid - de wetenschap die zich bezighoudt met kennis of studie van het recht. Het vastleggen en verantwoorden van formele gedragsregels.
- Sociologie - de wetenschap die het menselijk gedrag bestudeert binnen samenlevingsverbanden en gemeenschappen (= bv. school, gezin, jeugdbeweging...)

In Nederland rekent men doorgaans tot de gedragswetenschappen: communicatiewetenschap, psychologie, pedagogiek en criminologie. 
Onderzoek aan mensen door gedragsbiologen of ethologen wordt doorgaans niet tot de gedragswetenschappen gerekend.